# Хворостова, Елена Леонидовна
Елена Леонидовна Хворостова (Макова; род. 8 июня 1946) — советский и российский археолог, специалист в области архитектурной археологии и русского изразцового искусства. Заслуженный работник культуры России (1996). Автор многочисленных научных публикаций.

## Биография
В 1964 после окончания средней Шаховской школы с золотой медалью, поступила в МГУ на исторический факультет (1964—1969 — кафедра археологии исторического факультета МГУ). Полученная специальность: историк (преподаватель истории и обществоведения со знанием иностранного языка). Диплом: «Резной ганчевый архитектурный декор Средней Азии (VIII—XIII века)». Научный руководитель — Герман Алексеевич Федоров-Давыдов.
После окончания университета с 1969 по 1991 гг. работала во Всесоюзном производственном научно-реставрационном комбинате (с 1981 г. — Всесоюзное объединение «Союзреставрация») в должностях от старшего архитектора до главного археолога.
С 1991 по 29.12.2015 занимала должность Главного археолога в ООО Научно-проектное реставрационное предприятие «Симаргл».

## Научная деятельность
На протяжении трудовой деятельности Е. Л. Хворостовой объектами её научных исследований являлись:
Пафнутьев-Боровский монастырь Калужской области. Собор Рождества Богородицы, Тайницкая и оружейная башни, шурфы у стен, Настоятельский, Погребной, Гостиный, Братский корпуса, Пафнутьевская церковь, раскопы между Гостиным и Погребным корпусами. 1969—1991 гг.
Спасское-Лутовиново Орловской области. Усадебный дом. 1971 г.
Казанская церковь в Котельниках. 1971 г.
Новоспасский монастырь в Москве. Настоятельский корпус, Хлебодарня, Итальянский дворик, собор, планировочные шурфы. 1971,1972
Старица Тверской области. Никольская церковь начала ХV в. 1972 г.
Успенский собор Астраханского кремля. Некрополь. 1973 г.
Зругский храм в северной Осетии. 1973 г.
Нилова пустынь. Трапезная, Архиерейский корпус, Петропавловская церковь. 1974 г.
Воскресенская церковь в г. Осташкове. 1974 г.
Смоленская Церковь в Софрине. 1975 г.
Иверский Валдайский монастырь. Братский (Никоновский) корпус. 1978 г.
Николо-Дворищенский собор в Новгороде. 1978 г.
Церковь Михаила Архангела в Смоленске. 1978 г.
С 1979 по 1989 Е. Л. Хворостова возглавляла Старицкую архитектурно-археологическую экспедицию.
Церковь Вознесения в с. Сенницы Московской обл.
Усадьба «Архангельское». Павильон «Каприз».
Церковь в Плесе (раскопки на месте разобранной деревянной)
Мавзолей Кэшэнэ в Башкирии.
Усадьба Кусково. 1982 г. (вместе с Фараджевой Н. Н.).
Солотчинский монастырь. Настоятельский корпус. 1988 г.
Российская Государственная библиотека. Манеж. 1987 г.
Усадьба Алабино. Главный дом. 1988 г.
Церковь Федора Студита. 1987—1993 гг.
Це́рковь Никола́я Чудотво́рца «Кра́сный звон», или «у кра́сных колоколо́в». 1989 г.
Церковь Рождества Богородицы в Старом Симонове. 1989—91 гг.
Рязанский кремль. Архитектурно-археологические исследования Архангельского, Успенского и Спасопреображенского соборов, Богоявленской церкви, Настоятельского, Консисторского, Певческого и хозяйственных корпусов 16-17 вв. 1975—1991 гг
Церковь Спаса-Преображения в с. Остров.
Историко-архитектурный и археологический опорный план и проект зон охраны г. Белозерска. 1990—1992 гг.
Проект зон охраны г. Белозерска. Археологические исследования. 1990—1992 гг.
Раскопки на территории Белозерского кремля.1993 г.
Подворье Кирилло-Новоезерского монастыря. 1991 г.
Усадьба Никольское-Черенчицы Тверской области. Главный дом и кузницы 18 в. 1991—1993 гг.
Усадьба Нероново Солигаличского района Костромской обл. 1991 г.
Усадьба «Красное» Михайловского района Рязанской области. Шурфы на месте хозяйственных корпусов. 1992 г.
Проект реставрации и благоустройства территории Белозерского кремля. Археологические исследования. 1991—1994 гг.
Историко-архитектурный и археологический опорный план и проект зон охраны г. Устюжны. 1991 г. Шурфы на территории города.
Церковь Николы в Старом Ваганькове. 1991—1993 гг.
Историко-архитектурный и археологический опорный план г. Онега Архангельской области. Археологические исследования. 1992—1994 гг.
Проект зон охраны Государственного историко-архитектурного и природного музея-заповедника «Парк Монрепо». Крестьянский и Солдатский дома, некрополь на о. Людвигштайн XIX в. 1993 г. (первое авторитетное археологическое обследование памятника)
Усадьба Коноплино Тверской обл. Ограда, глав.дом, храм. 1993 г.
Дом генерал-губернатора 17-18 вв. (школа № 1) в г. Вологде. 1992—1995 гг.
Рабочий проект воссоздания Рыбных рядов и Вознесенской церкви 17 в. в г. Вологде.1994 г.
Историко-архитектурный и археологический опорный план бывш. с. Городок Вяземского района Смоленской области. Усадьба Хмелита. Археологические исследования. 1995 г.
Ново-Иерусалимский монастырь. Стены и башни 17 в. 1995 г.
Историко-археологический опорный план г. Старицы Тверской области. Археологические исследования.1995 г.
Кухонный корпус Путевого дворца в Твери. 1997 г.
Дом губернатора 17-18 вв. в г. Вологде.1997—1999 гг.
г. Ставрополь — 1997 г. Разведочные шурфы на Крепостной горе.
Усадьба Богородицкое Вяземского района Тверской области. Главный дом, оранжерея. 2000 г., 2003 гг.
Архиепископский корпус Астраханского кремля. 2001—2002 гг.
Усадьба Кривякино в г. Воскресенске Московской области. 2002 г. Главный дом, флигель
Церковь Успения Богородицы (собор бывш. Ванишского монастыря) в с. Иванищи Тверской области. 2003—2005 гг
Успенский монастырь в г. Старице. Успенский собор, Надвратная церковь Иоанна Богослова, Настоятельский и Братский корпуса. 2002 г. Успенский собор, ц. Иоанна Богослова, часовня. 2003 г.
Церковь Введения во храм Пресвятой Богородицы. 2005 г. Настоятельский и Братский корпус, мавзолей Глебова-Стрешнева. 2005 г. Надвратная церковь Иоанна Богослова, комплекс Успенского собора. 2006 г.
Вознесенский Оршин монастырь в с. Орша Тверской области. 2004—2005 гг. Шурфы у Успенского собора; шурфы на территории монастыря (мезолитовая стоянка).
о. Анзер. 2005 г. Планировочные шурфы
с. Орехово Ржевского района Тверской области . Церковь Спаса Нерукотворного (Дмитрия Солунского). Инженерные шурфы. 2006 г.
Усадьба Степановское Московской области. Комплекс из 4 построек, кресто-образный в плане. 2006 г.
Усадьба Чукавино. Восточный флигель.2006 г.
Усадьба Чукавино. Хозяйственные корпуса. 2007 г.
г. Саров. Часовня. 2004 г. Купальня. 2004 г. Успенский собор. 2007 г. Церковь Живоносного источника. 2008 г.
Усадьба Кузьминки . Пропилеи. 2007 г.
Оршин монастырь. Шурфы на участке под строительство. 2008 г.
Усадьба Знаменское-Раек. Северный и южный флигели, оранжерея. 2010 г.
Церковь Николая Чудотворца в д. Полтево Балашихинского района Московской области. Инженерные шурфы. 2010 г.
Усадьба Фонвизина в с. Ново-Акатово Калязинского района Тверской области. Планировочные шурфы. 2010 г.
о. Анзер. Раскопки на горе Голгофа Голгофо-Распятского скита. 2012 г.
Церковь Всемилостивого Спаса в Гагино. Инженерные шурфы. 2012 г.
Усадьба Знаменское-Губайлово (Красногорск). Планировочные шурфы. 2012 г.
Иосифо-Волоцкий монастырь. Галерея Успенского собора (открытый лист С. З. Чернова). 2013 г.
Усадьба Архангельское. «Бассейн» в главном доме. 2013 г.
о. Анзер. Шурфы на дороге-серпантине, северный корпус, территория ц. Воскресения, келья на северном склоне, валунная баня. 2014 г.
Шахматово. Глав. дом, флигель, погреб.

## Публикации
- Хворостова Е. Л. Работы Всесоюзного производственного научно-реставрационного комбината. //Археологические открытия 1975 года : [сборник статей] / АН СССР, Ин-т археологии; [отв. ред. Б. А. Рыбаков]. — Москва : Наука. — 1976.
- Хворостова Е. Л. Исследования Старицкого городища. //Археологические открытия 1980 года : [сборник статей] / АН СССР, Ин-т археологии ; — Москва : Наука. — 1981.
- Хворостова Е. Л. Раскопки на Старицком городище. //Археологические открытия 1981 года : [сборник статей] / АН СССР, Ин-т археологии ; — Москва : Наука. — 1983.
- Хворостова Е. Л. Раскопки Старицкого городища. //Археологические открытия 1982 года : [сборник статей] / АН СССР, Ин-т археологии ; — Москва : Наука. — 1984.
- Хворостова Е. Л. Исследования Старицкого городища. //Археологические открытия 1984 года : [сборник статей] / АН СССР, Ин-т археологии ; — Москва : Наука. — 1986.
- Хворостова Е. Л. Археологические исследования Зругского храма в Северной Осетии. //Реставрация и исследования памятников культуры. Вып.3.; — Москва: Стройиздат. — 1990. — с. 198—200.
- Хворостова Е. Л. Деревянные постройки Старицкого городища. //Тверской археологический сборник. Вып.1. — Тверь : Кн.-журн. изд-во, 1994. — ISBN 5-94789-172-7
- Хворостова Е. Л. Архитектурно-археологические исследования ц. Николы на Старом Ваганькове. //Реставрация и архитектурная археология. Новые материалы и исследования. Вып.2. М., 1995.
- Шаров С. А., Хворостова Е. Л. Археологическое изучение Белозерского кремля ХII-XV вв. //Древности Русского Севера. Вып. 1. — Вологда, 1996. — С. 182—197.
- Хворостова Е. Л., Шаров С. А. Археологический фактор в планировочной организации территории: Материалы семинара / Отв. ред. Ю. А. Веденин; — Москва: Рос. НИИ культур. и природ. наследия, 1997— ISBN 5-86443-031-5
- Хворостова Е. Л. Успенский собор Отроча монастыря в Твери (проблемы реконструкции). //Тверской археологический сборник. Вып.4. Т.II. — Тверь, 2001. — ISBN 5-87049-186-X[3]
- Хворостова Е. Л. Палаты с проходом и проездом в подклете Успенского собора Рязанского кремля. // Реставрация и исследования памятников культуры. Вып.4.— Москва : Стройиздат, 2001. — С. 75— 84. — ISBN 978-5-4462-0047-4[4]
- Хворостова Е. Л., Галашевич А. А. Старицкая белокаменная палата ХVI в.// Реставрация и исследования памятников культуры. Вып.4. — Москва : Стройиздат, 2001. — С. 66—74. ISBN 978-5-4462-0047-4[5]
- Шаров С. А., Хворостова Е. Л. Средневековая Старица (Промежуточные итоги создания градостроительно-археологической подосновы). //Тверь, Тверская земля и сопредельные территории в эпоху средневековья. Вып.4. — Тверь: Тверской науч.-исслед. историко-археологический и реставрационный центр, 2002. — ISBN 5-89253-004-3
- Хворостова Е. Л. Керамические покрытия полов XIV—XVII вв. (Москва и Московская область). //Тверь, Тверская земля и сопредельные территории в эпоху средневековья. Вып.4. — Тверь: Тверской науч.-исслед. историко-археологический и реставрационный центр, 2002. — ISBN 5-89253-004-3
- Хворостова Е. Л. Керамические покрытия кровель XV—XVII вв. (Москва и Московская область). //Тверь, Тверская земля и сопредельные территории в эпоху средневековья. Вып.4. — Тверь: Тверской науч.-исслед. историко-археологический и реставрационный центр, 2002. — ISBN 5-89253-004-3
- Хворостова Е. Л. Собор Успенского монастыря в городе Старице (первые итоги архитектурно-археологических исследований). //Тверь, Тверская земля и сопредельные территории в эпоху средневековья. Вып.5. — Тверь : Кн.-журн. изд-во, 2002. — C. 257—261. — ISBN 5-87049-277-7
- Хворостова Е. Л. Белокаменные «Государевы погребы» в Старице. //Тверь, Тверская земля и сопредельные территории в эпоху средневековья. Вып.5. — Тверь : Кн.-журн. изд-во, 2002. — С. 262—267. — ISBN 5-87049-277-7
- Хворостова Е. Л. Беляев Л. А. Надгробие в археологическом контексте. Плиты из церкви Николы в Старом Ваганькове. //Русское средневековое надгробие XII—XVII века. Материалы к своду. Вып.1. — Москва: Наука, 2006. — ISBN 5-02-010355-1
- Сиволапова А. Б., Хворостова Е. Л., Орлова О. А., Новикова Л. А., Хохлов А. Н. Работы экспедиции ТНИИР-центра в исторических городах Тверской области. //Археологические открытия 2005 г. — Москва: Наука, 2007. — C.239 — ISBN 5-02-035075-3
- Чернов С. З.', Хворостова Е. Л. Раскопки в усадьбе Степановское // Археологические открытия 2006 г. — Москва: Наука, 2008. — ISBN 978-5-02-035983-3
- Хворостова Е. Л. Часовня-сень над местом погребения преподобного Серафима Саровского. // Московская Русь. Проблемы археологии и истории архитектуры. К 60-летию Леонида Андреевича Беляева. Москва: ИА РАН, 2008. — С. 524—540 — ISBN 978-5-94375-063-2
- Беляев Л. А., Кренке Н. А., Лазукин А. В., Олейников О. М., Хворостова Е. Л., Чернов С. З. Работы в усадьбах Кусково и Кузьминки в Москве [14, 15]. // Археологические открытия 2009 г. — Москва: Наука, 2013. — С.82. — ISBN 978-5-94375-158-5
- Хворостова Е. Л. Фундаменты собора Покрова на Рву. // Покровский собор в истории и культуре России. Материалы научной конференции, посвященной 450-летию Покровского собора (12-14 октября 2011 г., Москва). — Москва: Гос. исторический музей, 2013. — С. 72—77. — ISBN 978-5-89076-187-3[6]
- Хворостова Е. Л., Чернов С. З. Архитектурно-археологические исследования сооружения в форме равноконечного креста в усадьбе Степановское. // Русская усадьба. Сборник Общества изучения русской усадьбы. Вып.18 (34). Колл.авторов. Научный ред.-сост. М. В. Нащокина. — Санкт-Петербург: Коло, 2013. — С. 157—182. — ISBN 978-5-4462-0004-7
- Хворостова Е. Л., Чернов С. З., Гончарова Н. Н. Открытие приделов Успенского собора 1484 г. в Иосифо-Волоцком монастыре в 2013 г. //Археологические открытия 2010—2013 гг. — Москва: Наука, 2015. — С. 294 — ISBN 978-5-94375-172-1
- Хворостова Е. Л. Специализированные печи XVI в. и конца XVI — начала XVII из раскопок Старицкого городища. // Тверской археологический сборник. Материалы V тверской археологической конференции и 16-го и 17-го заседаний научно-методического семинара «Тверская земля и сопредельные территории в древности». Вып. 10. Т. 2. — Тверь : Кн.-журн. изд-во, 2015. — С. 348—359. ISBN 978-5-94789-707-4
- Хворостова Е. Л. Исследования на территории Голгофо-Распятского скита Соловецкого монастыря. //Археологические открытия 2014 г. — Москва: Наука, 2016. — С. 63. — ISBN 978-5-94375-208-7
- Хворостова Е. Л., Шаров С. А. Архитектурно-археологические исследования на церкви Спаса-Преображения в селе Остров. // Тверь, Тверская земля и сопредельные территории в эпоху средневековья. Вып. 9. — Тверь: Тверской науч.-исслед. историко-археологический и реставрационный центр, 2016. С.189—208. (иллюстрации — цветные вклейки между 256—257). — ISBN 978-5-9906508-1-7
- Хворостова Е. Л. Архитектурно-археологические исследования на территории Вознесенского Оршина монастыря. // Тверь, Тверская земля и сопредельные территории в эпоху средневековья. Вып. 10. — Тверь: Тверской науч.-исслед. историко-археологический и реставрационный центр, 2017. — С. 188—205.
- Хворостова Е. Л. Утраченная архитектура Саровской пустыни. Успенский собор (по материалам архитектурно-археологических исследований 2007 г.). // Саровский летописец. Материалы и статьи XI исторической конференции, посвященной 325-летию образования первого поселения на Саровском городище, 310-летию создания монастыря Саровская пустынь, 70-летию образования РФЯЦ-ВНИИЭФ (27 апреля 2016 г.). — Саров, ООО «Интерконтакт», 2017. — С. 149—173.
- Хворостова Е. Л. Архитектурно-археологические исследования галереи Успенского собора 1688—1694 годов Иосифо-Волоцкого монастыря в 2013 году. //Преподобный Иосиф Волоцкий и его обитель. Материалы научно-практической конференции, посвященной 500-летию преставления преподобного Иосифа Волоцкого. Вып. IV. М., 2017. — С.183—207 — ИС Р17-706-0221
- Хворостова Е. Л. Укрепления Старицкого городища (по письменным источникам и материалам архитектурно-археологических исследований). // Тверь, Тверская земля и сопредельные территории в эпоху средневековья. Вып. 11. — Тверь: Тверской науч.-исслед. историко-археологический и реставрационный центр, 2018. — С. 154—172. (иллюстрации — цветные вклейки между С. 224—225) — ISBN 978-5-9906508-3-1
- Галашевич А. А., Хворостова Е. Л. К проблеме реконструкции первоначального облика и хронологии строительных периодов церкви Успения пресвятой Богородицы в селе Ива-ниши. // Тверь, Тверская земля и сопредельные территории в эпоху средневековья. Вып. 11. Тверь: Тверской науч.-исслед. историко-археологический и реставрационный центр, 2018. — С. 225—239. (иллюстрации — цветные вклейки — между С. 224—225) — ISBN 978-5-9906508-3-1
- Хворостова Е. Л. Утраченная архитектура Саровской пустыни. Церковь во имя Пресвятой Богородицы и её Живоносного источника (по материалам архитектурно-археологических исследований 2008 г.). // Саровский летописец. — Саров. 2018. — С. 201—230.
- Хворостова Е. Л. Успенский собор Свято-Успенского монастыря в г. Старице (архитектурно-археологический аспект). Тверь, Тверская земля и сопредельные территории в эпоху средневековья. Вып. 12. — Тверь: Тверской науч.-исслед. историко-археологический и реставрационный центр 2019. — С. 242—260. (иллюстрации — цветные вклейки между С. 240—241) — ISBN 978-5-94375-279-7
- Хворостова Е. Л. Усадьба Знаменское-Раек. Архитектурная археология флигелей. В печати.
- Хворостова Е. Л. Церковь Иоанна Богослова в Старицком Успенском монастыре (итоги архитектурно-археологических исследований). В печати.
- Сиволапова А. Б., Хворостова Е. Л. Трапезная палата с Введенской церковью Успенского монастыря в г. Старице (по результатам архитектурно-археологических исследований 2005 г.).